# Rezoluția 848 a Consiliului de Securitate al ONU
Rezoluția 848 a Consiliului de Securitate al Organizației Națiunilor Unite, adoptată fără vot la 8 iulie 1993, după examinarea cererii de aderare a Principatului Andorra și cercetarea raportului întocmit de Comitetul pentru admiterea de noi membri, a recomandat Adunării Generale admiterea Andorrei ca stat membru al Organizației Națiunilor Unite.

## Context istoric
Andorra a devenit un stat suveran democratic și a adoptat prima sa constituție printr-un referendum organizat în 14 martie 1993. Constituția Andorrei prevedea transformarea statului într-un „coprincipat parlamentar” și „un stat independent, suveran, recunoscut internațional”. Principatul Andorra a semnat în același an a semnat un tratat tripartit cu cei doi vecini ai săi: Franța și Spania.

## Efect
Adunarea Generală a admis Principatul Andorra ca al 184-lea stat membru al Organizației Națiunilor Unite la 28 iulie 1993.